# Monarquía de los Países Bajos
Los Países Bajos han sido una monarquía independiente desde el 16 de marzo de 1815, y desde entonces ha sido gobernada por miembros de la Casa de Orange-Nassau.

## Funciones y posición constitucional del monarca
El Reino de los Países Bajos es una monarquía constitucional. Como tal, el papel y la posición del monarca están definidos y limitados por la constitución de los Países Bajos. Como una consecuencia de esto es que una gran porción de la constitución neerlandesa se consagra al soberano; considerando todo, aproximadamente un tercio de la constitución describe la sucesión, mecanismos de acceso y abdicación al trono, las funciones y responsabilidades del monarca y los formalismos de comunicación entre los Estados Generales de los Países Bajos y el rey o reina en la creación de leyes.
La constitución se refiere al monarca del Reino de los Países Bajos como "El Rey". Esta es una indicación del papel que cumple y que se refiere equitativamente ya sea a un hombre o a una mujer. Esta práctica se lleva a cabo en el lenguaje escrito del neerlandés. Cuando la palabra Rey se escribe con mayúsculas, se usa para distinguir el papel de monarca del de la persona (a quien se refiere entonces como "rey" o "reina" sin mayúsculas).

## Reinados
La actual monarquía se establece en 1813. Hubo siete reyes y reinas soberanos:
- Guillermo I
- Guillermo II
- Guillermo III
- Guillermina
- Juliana
- Beatriz
- Guillermo Alejandro

## Miembros de la Casa Real Neerlandesa
| MIEMBRO                                 | PERFIL | EDAD    |
| --------------------------------------- | --- | ------- |
| Guillermo Alejandro de los Países Bajos | Rey de los Países Bajos, Aruba, Curazao, Caribe Neerlandés y San Martín. Entronizado el 30 de abril de 2013 tras la abdicación de su madre Beatriz.                                                                                        | 57 años |
| Máxima Zorreguieta                      | Reina consorte de los Países Bajos, Aruba, Curazao, Caribe Neerlandés y San Martín. Nacida en Buenos Aires, Argentina, se convierte en princesa y luego reina consorte tras su matrimonio con Guillermo Alejandro el 2 de febrero de 2002. | 53 años |
| Catalina Amalia de Orange               | Heredera al trono neerlandés. | 21 años |
| Alexia de Orange-Nassau                 | Segunda en la línea de sucesión al trono. | 19 años |
| Ariane de Orange-Nassau                 | Tercera en la línea de sucesión al trono. | 17 años |